# Asprey
Asprey International Limited, tidligere Asprey & Garrard Limited, er en britisk virksomhed, der designer, fremstiller og sælger smykker, sølvtøj, lædervarer, ure og porcelæn.
Aspreys flagskibsbutik ligger på New Bond Street i London. Asprey har leveret kroner og sceptre til kongefamilier i hele verden, og selskabet er kongelig hofleverandør for prins Charles.
Fra 1996 til 1998 havde Asprey et partnerskab med Ferraris Formel 1-hold.

## Asprey i film
Asprey havde designet Havets Hjerte-halskæden som er med i James Cameron film Titanic fra 1997.
Asprey derudover er deres produkter også blevet brugt i følgende film:
- Help! (1965)
- Flawless
- Match Point (2005)
- Notes on a Scandal (2006)
- Sherlock Holmes
- Confessions of a Shopaholic (2009)[2]
- The Ghost Writer
- Nanny McPhee: The Big Bang (2010)
- The Tourist[3]
- My Week with Marilyn (2011) blev filmet hos Asprey, 167 New Bond Street

I 2009 blev Asprey den officielle smykke-sponser af The Orange British Academy Film Awards.
Asprey har samarbejdet med Angelina Jolie og Brad Pitt for at skabe Asprey's Protector Collection i 2009.